# Jack and Diane
Jack and Diane è un film del 2012 diretto da Bradley Rust Grey.
L'idea del film è nata nel 2008 dall'omonima canzone di John Mellencamp che racconta l'amore tra due adolescenti. Le protagoniste sono Riley Keough e Juno Temple. Inizialmente per i loro ruoli erano state scelte Olivia Thirlby ed Ellen Page (per lo stesso ruolo era stata valutata anche Alison Pill), in seguito cambiate dopo la posticipazione delle riprese.

## Trama
(Tagline del film)
Diane soffre di epistassi croniche, mentre cerca disperatamente un cellulare per chiamare la sorella gemella Karen che le ha dato buca ad un appuntamento, entra in un negozio di abbigliamento ed incontra Jack, una ragazza lesbica sua coetanea che rimane visibilmente colpita da lei. Il naso le comincia a sanguinare, così Jack si offre di darle una mano, la scintilla scatta e passano la notte insieme in discoteca dove si baciano ripetutamente. Mentre Jack torna a casa in skateboard una macchina la investe, si graffia profondamente il viso sull'asfalto e il walkman si apre facendo cadere la cassetta al suo interno. Più tardi a casa di quest'ultima rivela a Diane di essersi accorta di aver trovato la persona speciale che cercava, e al quale aveva promesso a sé stessa di dedicare una canzone d'amore incisa su una cassetta appartenuta a suo fratello. Quando cerca di inserire la cassetta nel mangianastri per fargliela ascoltare, si accorge però che si è rotta nell'incidente. Qualche giorno dopo a casa di Diane, sua zia scoprendo la relazione gay ed indispettita dal comportamento arrogante di Jack le dice che presto sua nipote sarebbe andata a scuola in Francia, e che non si sarebbero più viste. Il rapporto tra le due si sfascia fin quando Jack non scopre casualmente un video in internet, dove la sorella di Diane, Karen, viene violentata. Il dolore per la vicenda riconcilia le due, che passano molto tempo insieme in attesa della separazione forzata. La prima volta che dormono insieme Diane sogna di trasformarsi in un mostro che strappa il cuore di Jack e lo mangia, quando quest'ultima si sveglia, il naso comincia a sanguinarle. Pochi giorni dopo, quando si ritrovano chiuse in uno spogliatoio al buio, rivede il mostro e rimane scioccata, ma si lascia consolare dall'altra ragazza, contemporaneamente in panico per la paura del buio. Poco prima di partire Jack racconta a Diane la storia del fratello: Era fidanzato con una ragazza che incontrò sulle note della canzone contenuta nella cassetta, che poi era diventata il loro 'simbolo', ma quando lei si innamorò di un altro lui si suicidò sparandosi. Due settimane dopo la sua partenza, a Parigi, Diane riceve un pacchetto: È il walkman di Jack, e dentro c'è proprio quella cassetta. La canzone parte e lei sorride ascoltandola.

## Accoglienza

### Critica
Il film ha ricevuto molti pareri negativi sia di pubblico che di critica, portandosi a casa 2 stelline su 5 sia su MYmovies che su IMDb e il 9% di gradimento su Rotten Tomatoes.

## Curiosità
- Il titolo della canzone tanto importante per Jack non viene mai rivelato all'interno del film, ma è Only you dei The Flying Pickets, cover dell'omonima canzone del 1982 degli Yazoo.
- La canzone di John Mellencamp che dà il titolo al film non viene usata come colonna sonora ed inoltre tratta di due ragazzi etero, mentre nel film le protagoniste sono entrambe donne.